# Relaksin
Relaksin je proteinski hormon koji je prvi put opisan 1926.
Relaksinu-slična peptidna familija pripada insulinskoj familiji, i sastoji se od 7 peptida koji imaju visoku strukturnu sličnost, mada se njihove sekvence znatno razlikuju. Relaksin-1 (RNL1), 2 (RNL2) i 3 (RNL3), i insulinu-slični (INSL) peptidi, INSL3, INSL4, INSL5 i INSL6. Funkcije relaksina-3, INSL4, INSL5, INSL6 još uvek nisu razjašnjene.

## Sinteza
Relaksin kod žena proizvodi corpus luteum jajnika, dojke i, tokom trudnoće isto tako materica, horion, i decidua. Kod muškaraca, njega proizvodi prostata, i prisutan je u ljudskim semenu.

## Struktura
Strukturno, relaksin je heterodimer dva peptidna lanca sa 24 i 29 aminokiselina vezana disulfidnim mostovima. On je srodan sa insulinom.
Relaksin nastaje iz njegovog prohormona, prorelaksina, putem odvajanja jednog dodatnog peptidnog lanca.

## Poremećaji
Poremećaji specifično vezani za relaksin nisu poznati, mada postoje veze sa sklerodermom i fibromialgijom.

## Spoljašnje veze
- Relaxin на 
- „Relaxin”. Human Protein Reference Database. Johns Hopkins University and the Institute of Bioinformatics. Архивирано из оригинала 29. 11. 2014. г. Приступљено 20. 5. 2009.